# Iridoplitis theodorus
Iridoplitis theodorus är en fjärilsart som beskrevs av Sergius G. Kiriakoff 1967. Iridoplitis theodorus ingår i släktet Iridoplitis och familjen tandspinnare. Inga underarter finns listade i Catalogue of Life.